# Поп-рэп
Поп-рэп (англ. Pop-rap) (также известен как поп-хип-хоп (англ. pop hip-hop), хип-поп (англ. hip-pop), мелодичный хип-хоп (англ. melodic hip-hop) или мелодичный рэп (англ. melodic rap)) — это жанр музыки, сочетающий рэп-лирику и хип-хоп-музыку с элементами поп-музыки: мелодичным вокалом и легко запоминающимся мотивом. Поп-рэп, как правило, менее агрессивный и лирически сложный, чем большинство уличного хип-хопа, хотя в середине-конце 90-х некоторые исполнители наполнили стиль более хардкорным подходом в попытке уменьшить негативную реакцию на их общедоступность.
Этот жанр приобрёл широкую популярность в 1990-х годах благодаря рэп-исполнителям MC Hammer и Vanilla Ice, хотя влияние и корни поп-рэпа восходят к исполнителям конца 1980-х годов, таким как Run-D.M.C., LL Cool J и Beastie Boys. В 2021 году рэпер LL Cool J был назван в СМИ «родоначальником поп-рэпа» за сингл «I Need Love» (1987).

## Характеристика
Сайт AllMusic описывает поп-рэп как «сочетание хип-хоп-битов и рэпа с сильными мелодичными хуками, которые обычно используются как часть припева в стандартной структуре поп-песни». Поп-рэп, как правило, менее агрессивный и лирически сложный, чем большинство уличного хип-хопа, хотя в середине-конце 90-х некоторые исполнители наполнили стиль более хардкорным подходом в попытке уменьшить негативную реакцию на их общедоступность. Поп-рэп-песни часто имеют лирическое содержание, аналогичное поп-музыке, с такими темами, как любовь и отношения. Тексты песен посвящены в первую очередь вечеринкам, девочкам (или мальчикам) и самой музыке, в основном без явных упоминаний о наркотиках, сексе или насилии.
Музыкальный журналист Уилсон Макби подверг резкой критике поп-рэп: «Поп-рэпер считается продажным — тем, кто пошёл на компромисс с художественными принципами, чтобы соответствовать коммерческим ожиданиям. Или, что ещё хуже, это тот, у кого никогда не было никаких художественных принципов, кто виновен в искажении социальных и политических традиций рэпа только для того, чтобы заработать деньги». Затем Макби также продолжил: «Навешивая ярлыки на таких, как Flo Rida и других поп-рэперов, мы стираем различие между 'поп-рэпером' и рэпером, который просто очень популярен. Не каждый рэпер, у которого есть хит, автоматически становится продажным или заслуживает тега 'поп-рэп'.». В то время как некоторых рэперов 1990-х с запоминающимися хуками сравнивают с поп-музыкой, Макби также сказал:
В 1994 году и «Fantastic Voyage» от Coolio и «Big Poppa» от The Notorious B.I.G. стали хитами. Оба отличались роскошным синтезаторным звучанием, запоминающимися хуками и текстами о вечеринках. Но песни даже близко не родные. Неуклюжие куплеты Кулио практически лишены внутренних рифм, интересных метафор или каких бы то ни было лирических вариаций. Образ усталый, расплывчатый и знакомый: «Мы идём в место, где все тусуются / тусуются, тусуются… да, это билет». Сравните это с этими яркими строками от Бигги: «Покурим по дороге к телику, я набью живот: / Стейк на косточке, сыр, яйца и виноградный сок фирмы Уелчиз.». «Big Poppa» возможно имеет попсовую мелодию и бит, но это всё же работа искусного лирика и рассказчика.

## История

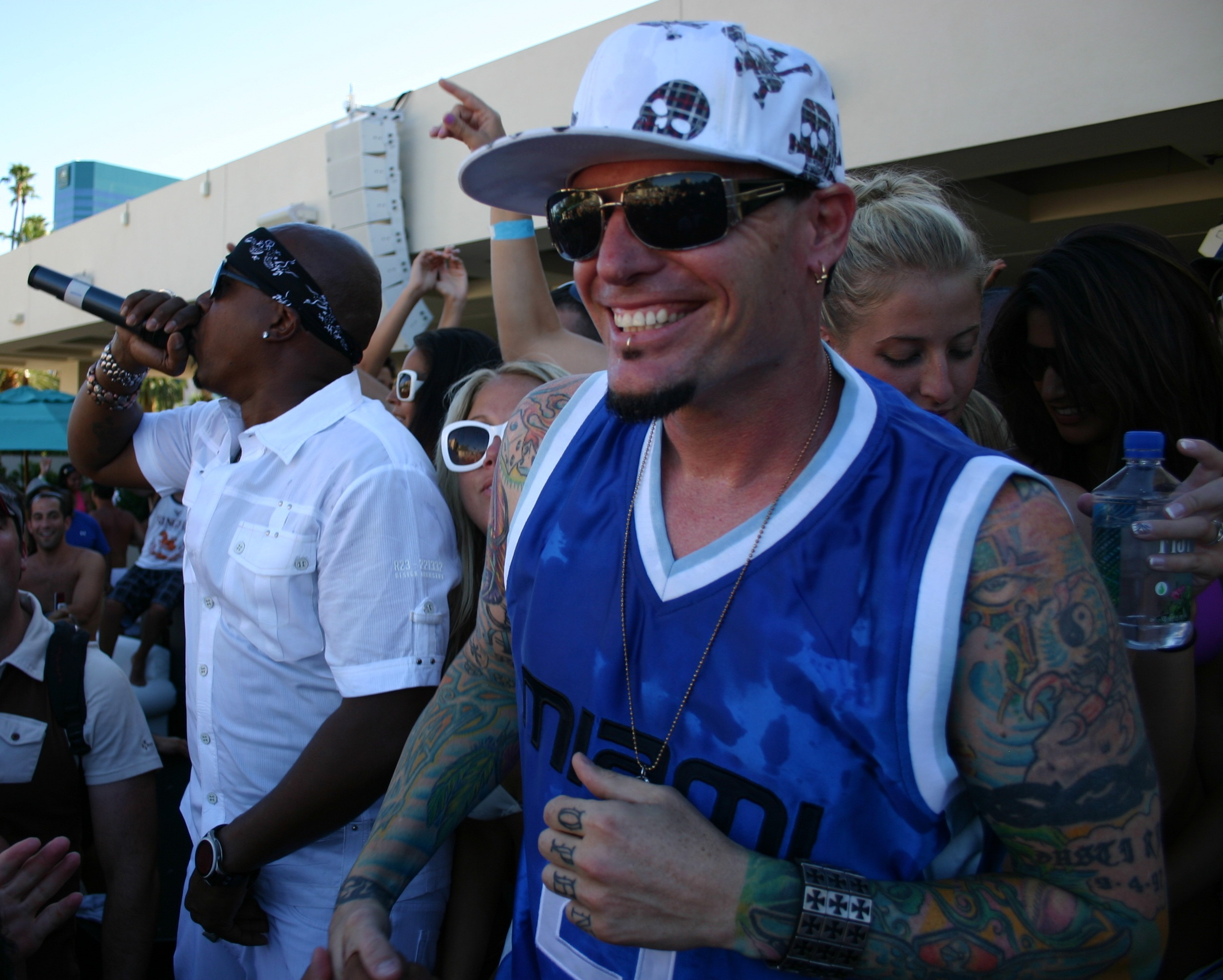
MC Hammer выступает с Vanilla Ice в июле 2009 года, оба были названы ранними поп-рэп-исполнителями за то, что смешали рэп-музыку с запоминающимися хуками.

В 1980-х годах рэп-исполнители, в том числе Run-D.M.C. и LL Cool J, заложили основу и истоки поп-рэпа, когда они внезапно ворвались в мейнстрим. LL Cool J был назван самым первым «поп-рэпером» в истории: MTV охарактеризовало его сингл 1987 года «I Need Love» как «один из первых поп-рэп-кроссовер-хитов». Позже рэп-исполнители, такие как Tone Loc, Young MC и Fresh Prince, создавали песни для вечеринок и использовали свои способности рассказывать истории, когда они стали популярными. В течение 1990-х годов поп-рэп начал расширяться ещё больше, поскольку хип-хоп также стал тесно связан с танцевальной музыкой и современным R&B.
В начале 1990-х годов MC Hammer и Vanilla Ice ворвались в мейнстрим с песнями «U Can’t Touch This» и «Ice Ice Baby» соответственно. Из-за них поп-рэп был «высмеян» (и иногда привлекался к суду) за его готовность заимствовать хуки у известных хитовых синглов. Ещё одним важным моментом стал ремикс на песню Мэрайи Кэри 1995 года «Fantasy» с Ol' Dirty Bastard.
К концу 1990-х — началу 2000-х такие рэперы, как Ja Rule, соединили темы гангста-рэпа с элементами поп-музыки и соула 1980-х; поп-рэп доминировал среди многих артистов.
Затем поп-рэп вернулся в мейнстрим с успехом Black Eyed Peas, у которых были такие хитовые синглы, как «Where Is the Love?» из их альбома Elephunk. В конце 2000-х — начале 2010-х появилось много поп-рэп-исполнителей, таких как Дрейк, will.i.am из The Black Eyed Peas, Flo Rida, Pitbull, LMFAO, B.o.B, Ники Минаж и Уиз Халифа.

## Общественное признание
Большинство людей, которые слушают поп-рэп, не называют его поп-рэпом, а считают его рэпом. Когда Spotify представил категорию 'поп-рэп' в 2019 году, пользователи Твиттера были озадачены тем, что предлагает этот «новый» жанр. Некоторые пользователи были даже сбиты с толку, когда Spotify классифицировал жанр для своих пользователей и предложил им слушать поп-рэп. Популярный американский рэпер LL Cool J не воспринял идею назвать его «отцом поп-рэпа» и написал об этом в Твиттере в апреле 2021 года.